# Victor Svanberg
John Victor Svanberg, född den 24 maj 1896 i Hästveda församling, Malmöhus län, död den 3 december 1985 i Västerleds församling, Stockholms län, var en svensk litteraturhistoriker. 

## Biografi
Svanberg, som var son till förste postkontrollören Victor Svanberg och Elina Arfvidson, växte upp på flera orter i Sydsverige. En fast punkt under barndomsåren var prästgården i Hästveda, där hans morfars bror Pehr Lafvesson var prost. Efter studentexamen vid Södra latin i Stockholm 1915 studerade Svanberg vid Uppsala universitet för bland andra Adolf Noreen och Anton Blanck och blev filosofie magister 1919, filosofie licentiat 1921 och filosofie doktor 1923 på en avhandling om Viktor Rydbergs Singoalla. Senare kom han att intressera sig för Rydbergs erotiska liv.
I mitten av 1920-talet gjorde Svanberg sina första insatser som debattör och litteraturkritiker. Han medverkade då i tidskriften Clarté och tillhörde dess Uppsalaavdelning, där bland andra Erik Mesterton och Karin Boye deltog. År 1925 angrep han vad han kallade idylldiktningen företrädd av Karlfeldt och Anders Österling i en artikel kallad Idyllernas tid. År 1931 följde Poesi och politik.
Svanberg var lärare och lektor vid Enskilda läroverket i Uppsala och vid bland annat Södra latin 1936–39 och Östra real i Stockholm. Han hade tjänst som docent vid Uppsala universitet 1923–1936 och 1939–1946 och blev professor i litteraturhistoria med poetik 1947, emeritus 1962. Svanberg grundlade litteratursociologin i Sverige, som betonar sambanden mellan litterära verk och den sociala miljö de är tillkomna i. Hans material kring detta gavs ut 1980 i volymerna Medelklassrealism och Romantikens samhälle. Vid Uppsala universitet lade Sven Stolpe fram sin avhandling om drottning Kristina för Svanberg.
Svanberg verkade som litteraturkritiker framför allt i Stockholms-Tidningen (1944–1966) men även i BLM, Forum, Kulturfront, Presens, Prisma och Tiden. Ett urval gavs ut 1978, Debatt och värdering. Svanberg var censor i studentexamen och ingick i censorsgrupper som turnerade till läroverk för de avslutande muntliga tentamina som ägde rum fram till 1968.
Svanberg var ledamot av Skönlitterära nämnden, Humanistiska vetenskapssamfundet i Uppsala, Vetenskapssocieteten i Uppsala, Vitterhetsakademien samt av Publicistklubben.

## Familj
Victor Svanberg, som länge var ungkarl, gifte sig 1935 med Inga Esbjörnsson. Sonen konstvetaren Jan Svanberg var gift med litteraturvetaren Birgitta Svanberg. Victor Svanbergs yngre bror Nils Svanberg (1902–1939) var poet och nordist. Svanberg gav ut den osedvanligt öppenhjärtiga memoarboken Leva för att leva (1970).
Victor Svanberg är gravsatt i minneslunden på Bromma kyrkogård.

## Priser och utmärkelser
- 1958 – Boklotteriets stipendiat
- 1962 – Schückska priset
- 1978 – Guldskeppet